# Steven Alker
Steven Alker (Hamilton, 28 juli 1971) is een professional golfer uit Nieuw-Zeeland.
Alker werd in 1995 professional en heeft 9 toernooien gewonnen. In 1995 begon hij op de Australaziatische PGA Tour. In Europa speelde hij op de Challenge Tour in 1999, 2007 en 2008 en op de Europese Tour in 1998, 1999, 2007 en 2008.
In 2000 speelde hij op de Canadese Tour en won hij de Order of Merit. In 2002 speelde hij de Nationwide Tour en promoveerde van daaruit naar de Amerikaanse PGA Tour. Hij verloor zijn spelerskaart en van 2004-2006 speelde hij weer op de Nationwide Tour.
Zijn laatste nationale overwinning was het PGA Kampioenschap in Nieuw-Zeeland, waar hij de twee laatste rondes in 67 slagen speelde en met twee slagen voorsprong won. Hij kreeg twee jaar speelrecht op de Australaziatische Tour en de Nationwide Tour.
In 2014 won hij het Cleveland Open op de Web.com Tour nadat hij Dawie Van der Walt met een birdie versloeg in een play-off, die 11 holes geduurd had, een record voor de Web.com Tour.

## Gewonnen

### Australaziatische Tour
- 1996: Queensland Open
- 1997: Ford South Australian Open
- 2001: Toyota Southern Classic
- 2009: HSBC New Zealand PGA Championship

### Web.com Tour
- 2002: Louisiana Open
- 2009: HSBC New Zealand PGA Championship
- 2014: Cleveland Open (-14) po

### Canadian Tour
- 2000: McDonald's PEI Challenge, Bayer Championship

### Elders
- 1995: Fiji Open
- 1996: Tahiti Open